# مارغريت كولن
مارغريت كولن (بالإنجليزية: Margaret Colin)‏ (و. 1958 – م) هي ممثلة، وممثلة تلفزيونية، وممثلة أفلام، من الولايات المتحدة الأمريكية، ولدت في مدينة نيويورك.

## التعليم
تعلمت في جامعة هوفسترا.

## جوائز
حصلت على جوائز منها:
- جائزة المسرح العالمي (1998).[4]

## وصلات خارجية
- مارغريت كولن على موقع IMDb (الإنجليزية)
- مارغريت كولن على موقع روتن توميتوز (الإنجليزية)
- مارغريت كولن على موقع ألو سيني (الفرنسية)
- مارغريت كولن على موقع أول موفي (الإنجليزية)
- مارغريت كولن على موقع قاعدة بيانات برودواي على الإنترنت (الإنجليزية)
- مارغريت كولن على موقع قاعدة بيانات الأفلام السويدية (السويدية)
- مارغريت كولن على موقع إن إن دي بي (الإنجليزية)
- مارغريت كولن على موقع قاعدة بيانات الفيلم (الإنجليزية)
- مارغريت كولن على موقع كينوبويسك (الروسية)